# Jonathan Koch

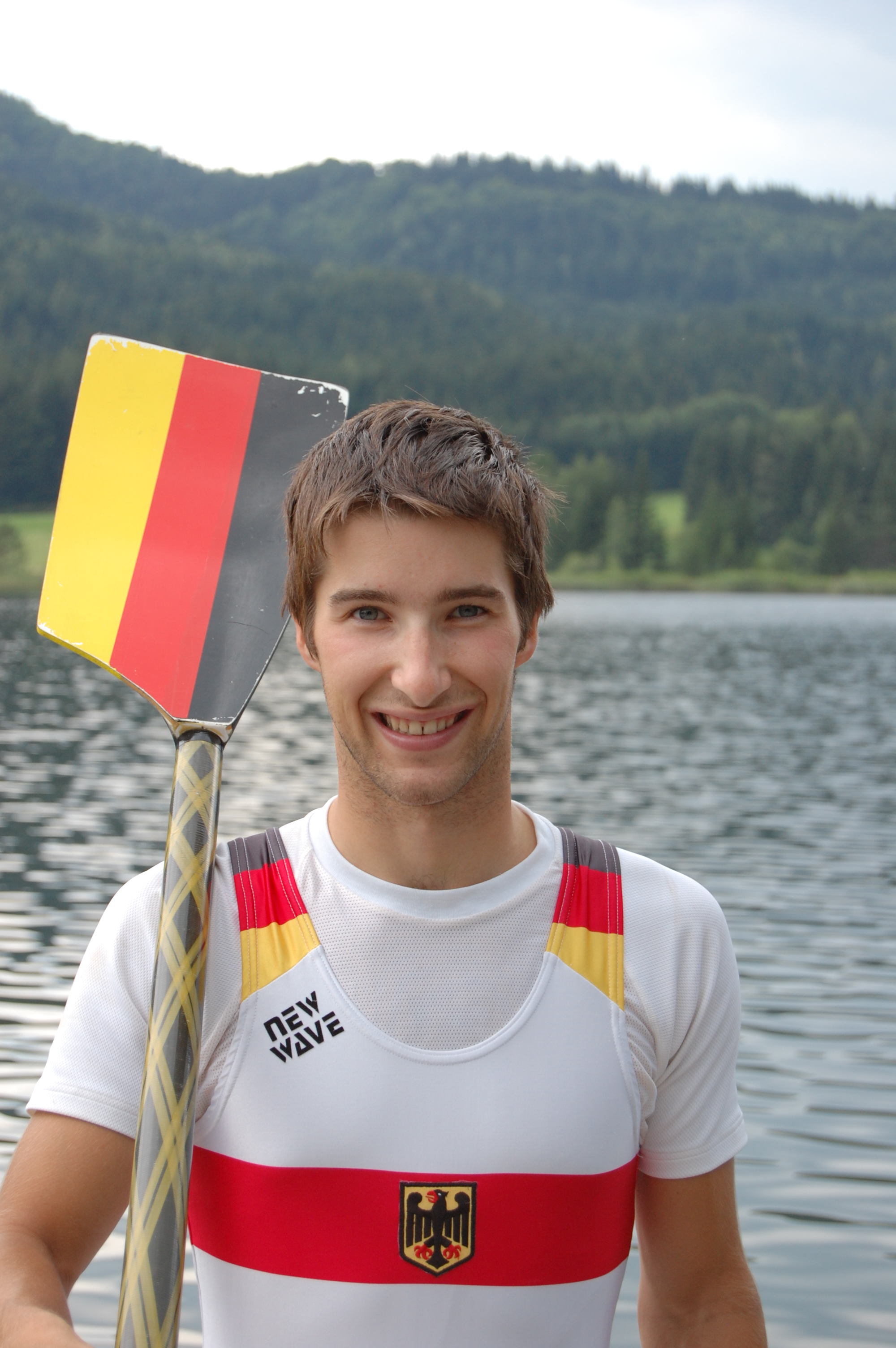
Jonathan Koch

Jonathan Koch (* 29. Oktober 1985 in Gießen) ist ein deutscher Leichtgewichts-Ruderer und Athletenvertreter.
Jonathan Koch startete bis Ende 2010 für die Gießener Rudergesellschaft 1877. Bereits im Sommer 2010 fing er an, beim Mainzer Ruder-Verein von 1878 unter der Leitung von Landestrainer Robert Sens zu trainieren. Seit 2011 startet er offiziell für den MRV.
Nachdem er 2006 bei den Weltmeisterschaften nur das kleine Finale erreicht hatte, gelang Koch 2007 in München der Einzug ins Einer-Finale, wo er den vierten Platz belegte. Da der Leichtgewichts-Einer keine olympische Bootsklasse ist, trat Koch 2008 zusammen mit Manuel Brehmer im Doppelzweier an. In dieser Bootsklasse gelang den beiden die Olympiaqualifikation. Sie erreichten in Peking den neunten Platz.
Nach einer Auszeit in der nacholympischen Saison ging Jonathan Koch bei den Ruder-Weltmeisterschaften im November 2010 in Neuseeland erneut im Leichtgewichts-Einer sowie im Leichtgewichts-Doppelvierer an den Start. Während er im Doppelvierer Weltmeister wurde, verpasste er im Einer den Finaleinzug und belegte Rang acht. Bei den Deutschen Meisterschaften 2011 holte Koch den Titel im Leichtgewichts-Einer sowie im Leichtgewichts-Doppelvierer. und wiederholte die achte Platzierung bei den Weltmeisterschaften. An den Olympischen Sommerspielen 2012 nahm er als Ersatzmann der leichten Skuller teil, ohne jedoch eingesetzt zu werden.
2013 gewann er bei den Europameisterschaften Bronze im Leichtgewichts-Einer. 2014 wechselte Koch in den Leichtgewichts-Vierer ohne Steuermann, seine erste internationale Medaille in dieser Bootsklasse gewann er bei den Europameisterschaften 2016. Drei Monate später erreichten die vier den neunten Platz bei den Olympischen Spielen in Rio de Janeiro. Bei der letztmaligen Austragung des leichten Vierers bei den Weltmeisterschaften 2017 gewann er die Bronzemedaille.
Als Präsidiumsmitglied von Athleten Deutschland engagiert Koch sich für ein besseres Sportsystem, das den Athletinnen und Athleten Schutz, Perspektive und eine Stimme bieten soll. Im Präsidium des Deutschen Olympischen Sportbundes trägt er die Stimme der Athletinnen und Athleten in den Dachverband.

## Internationale Erfolge
- 2005: 7. Platz U23-Weltmeisterschaften im Leichtgewichts-Einer
- 2006: 9. Platz Weltmeisterschaften im Leichtgewichts-Einer
- 2007: 4. Platz Weltmeisterschaften im Leichtgewichts-Einer
- 2008: 9. Platz Olympische Spiele im Leichtgewichts-Doppelzweier
- 2010: 1. Platz Weltmeisterschaften im Leichtgewichts-Doppelvierer
- 2010: 8. Platz Weltmeisterschaften im Leichtgewichts-Einer
- 2011: 8. Platz Weltmeisterschaften im Leichtgewichts-Einer
- 2012: 3. Platz Worldcup Luzern und München im Leichtgewichts-Einer
- 2012:    Teilnahme Olympische Spiele als Ersatzmann (Leichtgewicht)
- 2013: 3. Platz Ruder-Europameisterschaften im Leichtgewichts-Einer
- 2013: 5. Platz Weltmeisterschaften im Leichtgewichts-Einer
- 2014: 5. Platz Europameisterschaften im Leichtgewichts-Vierer ohne Steuermann
- 2016: 3. Platz Europameisterschaften im Leichtgewichts-Vierer ohne Steuermann
- 2016: 9. Platz Olympische Spiele im Leichtgewichts-Vierer ohne Steuermann
- 2017: 3. Platz Weltmeisterschaften im Leichtgewichts-Vierer ohne Steuermann